# Here Come the Warm Jets
Here Come the Warm Jets („Hier kommen die warmen Strahlen“) ist das erste Soloalbum von Brian Eno und wurde 1974 bei Island Records veröffentlicht. Stilistisch ist Here Come the Warm Jets ein Hybrid zwischen Glam Rock und Art-Rock, ähnlich den vorherigen Alben mit Roxy Music, die Stücke sind jedoch experimenteller.
Auf dem Album treten verschiedene Gastmusiker auf, so zum Beispiel Robert Fripp von King Crimson sowie Mitglieder von Roxy Music, Hawkwind, Matching Mole und den Pink Fairies. Bei der Produktion des Albums nutzte Eno ungewöhnliche Methoden. Er tanzte zum Beispiel vor den Bandmitgliedern und forderte sie auf, dazu Musik zu machen, wobei er Unsinnswörter vor sich her sprach, aus denen er später die Texte entwickelte. Here Come the Warm Jets erreichte Platz 26 in den United Kingdom Charts und Platz 151 in den US Billboard Charts.

## Produktion
Here Come the Warm Jets wurde an zwölf Tagen im September 1973 in den Majestic Studios in London aufgenommen. Der Aufnahmeleiter war Derek Chandler. Das Album wurde in den Air und Majestic Studios von Brian Eno und Chris Thomas abgemischt. Der Titel des Albums wurde zunächst von Eno als Slangausdruck für Urinieren beschrieben; gegenüber dem Magazin Mojo erklärte er allerdings, dass der Name von der Gitarre käme, die auf dem Titeltrack verwendet wurde und die er „warm jet guitar“ nannte, weil sie wie ein abgestimmter Jet geklungen habe.
Eno lud insgesamt sechzehn Gastmusiker für die Aufnahme des Albums ein, darunter John Wetton und Robert Fripp, Simon King von Hawkwind, Bill MacCormick von Matching Mole, Paul Rudolph von den Pink Fairies, Chris Spedding und alle Mitglieder von Roxy Music außer deren Sänger Bryan Ferry. Ein Auswahlkriterium für die Musiker war musikalische Inkompatibilität. Eno zum Line-Up:

“(I)... got them together merely because I wanted to see what happens when you combine different identities like that and allow them to compete....(The situation) is organized with the knowledge that there might be accidents, accidents which will be more interesting than what I had intended.”

„(Ich)…brachte sie zusammen, nur um zu sehen, was passiert, wenn man verschiedene Charaktere kombiniert und ihnen erlaubt, zu konkurrieren ... (Die Situation) ist mit dem Wissen organisiert, dass es vielleicht Unfälle gibt, aber Unfälle sind vielleicht interessanter als das, was ich beabsichtigt hatte.“

Eno lenkte die Musiker durch Körpersprache, Tanz und verbale Suggestion, um ihr Spiel und den Bandsound zu beeinflussen. Er hielt es für eine gute Methode, mit den Musikern zu kommunizieren. Auf dem Album wird angegeben, dass Eno Instrumente wie snake guitar (Schlangengitarre), simple piano (einfaches Piano) und electric larynx (elektrischer Kehlkopf) spielte. Diese Begriffe wurden verwendet, um die Klangcharakteristik der Instrumente zu beschreiben. Nach der Aufnahme mischte Eno die einzelnen Spuren teilweise neu, sodass einige der Tracks wenig Ähnlichkeit mit dem hatten, was die Musiker während der Sitzung aufgenommen hatten.

## Stil
Die Songs auf Here Come the Warm Jets nehmen Bezug auf verschiedene musikalische Stile. Der gesamte Stil des Albums wurde als „glammed-up Art-Pop“, mit Anleihen an Glam Rock und Art-Rock sowie Avantgarde-Einflüssen, bezeichnet. Auf einigen Tracks ahmt Eno den Gesang von Bryan Ferry nach. Der Gesang auf anderen Songs wie Baby’s on Fire wurde als „nasaler und leicht rotziger Gesang“ beschrieben. Auch Anleihen an die Musik der 1950er Jahre wurden vorgenommen. In retrospektiven Rezensionen wird dem Album zugestanden, dass es Elemente von Punk und New Wave vorwegnahm.

## Trackliste
Bis auf die gekennzeichneten Ausnahmen stammen alle Songs aus der Feder von Brian Eno.
Seite A
1. Needles in the Camel’s Eye (Eno, Phil Manzanera) – 3:11
2. The Paw Paw Negro Blowtorch – 3:04
3. Baby’s on Fire – 5:19
4. Cindy Tells Me (Eno, Manzanera) – 3:25
5. Driving Me Backwards – 5:12
Seite B
6. On Some Faraway Beach – 4:36
7. Blank Frank (Eno, Robert Fripp) – 3:37
8. Dead Finks Don’t Talk (Arrangement: Paul Thompson, Busta Jones, Nick Judd, Eno) – 4:19
9. Some of Them Are Old – 5:11
10. Here Come the Warm Jets – 4:04

## Rezeption
Rolling Stone wählte Here Come the Warm Jets 2003 auf Platz 436, 2012 auf Platz 432 und 2020 auf Platz 308 der 500 besten Alben aller Zeiten.
In der Auswahl der 500 besten Alben des New Musical Express erreichte es Platz 427.
Pitchfork führt es auf Platz 24 der 100 besten Alben der 1970er Jahre.
Here Come the Warm Jets wurde in die 1001 Albums You Must Hear Before You Die aufgenommen.